# Шых-Дурсун

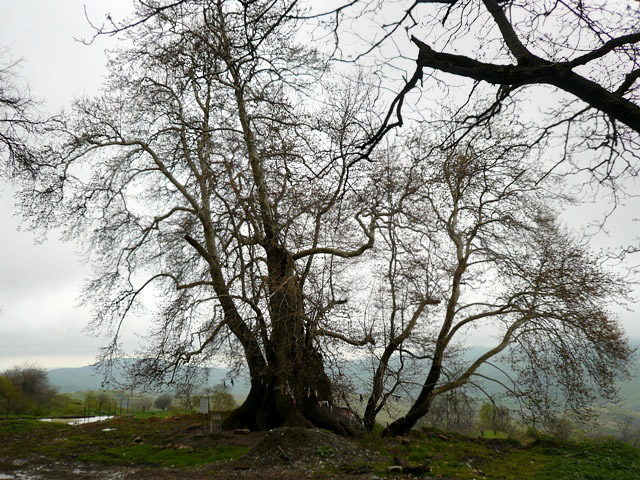
Восточный платан двухтысячелетнего возраста

Шых-Дурсун (азерб. Şıx Dursun), ранее — Схторашен или Сыхторашен (азерб. Sıxtoraşen) — село в административно-территориальном округе посёлка Гырмызы-Базар Ходжавендского района Азербайджана.

## География
Посёлок Красный Базар (или Гырмызы Базар) и сёла Шехер, Шых-Дурсун входят в состав Краснобазарского (или Гырмызы-Базарского) посёлкового административно-территориального округа Ходжавендского района, при этом посёлок Красный Базар (или Гырмызы Базар) является центром этого посёлкового административно-территориального округа.

## История
В советский период на 1977 год село называлось Схторашен (азерб. Сыхторашен) и входило в состав Краснобазарского (азерб. Гырмызы Базар) посёлкового Совета Мартунинского района Нагорно-Карабахской автономной области (НКАО) Азербайджанской ССР.
2 сентября 1991 года на совместной сессии Нагорно-Карабахского областного и Шаумяновского районного Советов народных депутатов была принята Декларация о провозглашении Нагорно-Карабахской Республики в границах Нагорно-Карабахской автономной области (НКАО) и сопредельного Шаумяновского района Азербайджанской ССР.
26 ноября 1991 года Верховный Совет Азербайджанский Республики принял Закон «Об упразднении Нагорно-Карабахской автономной области Азербайджанской Республики». В этом Законе помимо упразднения Нагорно-Карабахской Автономной Области (НКАО) было также постановлено и переименование Мартунинского района в Ходжаведский и включение района в число районов республиканского подчинения.
В результате Карабахского кофликта, село 2 октября 1992 года было занято армянскими вооружёнными формированиями и попало под контроль непризнанной Нагорно-Карабахской Республики (НКР).
Решением Милли Меджлиса Азербайджанской Республики от 29 декабря 1992 года село Сыхторашен (азерб. Sıxtoraşen) было переименовано в Шых-Дурсун (азерб. Şıx Dursun). В настоящее время это село Шых-Дурсун и входит в состав административно-территориального округа посёлка Гырмызы Базар Ходжавендского района Азербайджана. Однако, согласно административно-территориальному делению непризнанной Нагорно-Карабахской Республики, контролировавшей село в 1992-2023 годы, село находилось в составе Мартунинского района НКР и нызывалось Схторашен (арм. Սխտորաշեն ― «чесночное село»).
В результате боевых действий произведённых Вооружёнными Силами Азербайджана в Карабахе 19-20 сентября 2023 года, село было возвращено под контроль Азербайджана.
20 декабря 2023 года Президент Азербайджанской Республики Ильхам Алиев и первая леди Мехрибан Алиева посетили село Шых-Дурсун Ходжавендского района, а также осмотрели мемориальный комплекс «Святыня Чинар» находящийся на территории села.

## Население
По состоянию на 1 января 1933 года в селе проживало 1006 человек (215 хозяйств), все — армяне.
По данным переписи населения непризнанной НКР 2005 года, на территории села проживало 19 человек (10 мужчин и 9 женщин). Близлежащие населённые пункты — сёла Гырмызы Базар и Гаргар.

## Достопримечательности
Знаменито мемориальным комплексом «Святыня Чинар». Платан в селе, возраст которого насчитывает 2500 лет, считается одним из старейших деревьев не только в Азербайджане, но и в мире. Высота дерева составляет 54 метра, диаметр ствола 27 метров. Рядом с деревом находится родник Тенгри, питающий его корни водой.